# Louise Bourgeois

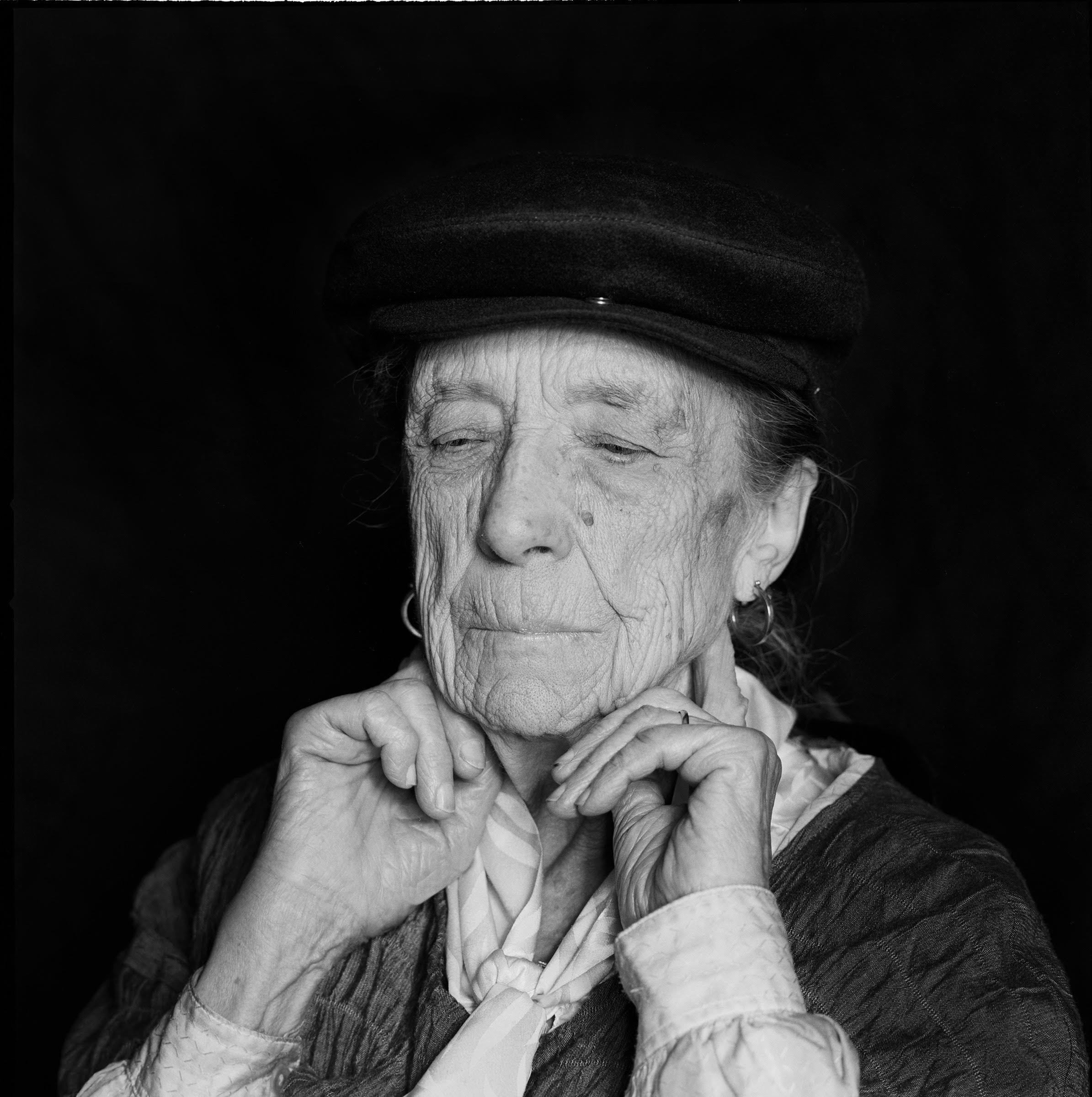
Louise Bourgeois fotografiert von Oliver Mark, New York 1996

Louise Joséphine Bourgeois (* 25. Dezember 1911 in Paris; † 31. Mai 2010 in New York City) war eine französisch-US-amerikanische Künstlerin. Bekannt ist sie vor allem als Bildhauerin, die sich sehr früh mit Installationen auseinandersetzte. Neben Skulptur, Malerei und Grafik umfasst Louise Bourgeois’ Werk auch Installationen, Textilarbeiten, raumgreifende Environments sowie performative und psychoanalytisch geprägte Texte, die sie auf Kalendern, losen Blättern, Wänden und Alltagsobjekten festhielt. Themen, die sie mehrfach behandelte, sind die weibliche und männliche Geschlechtlichkeit, das Verhältnis von Geborgenheit und Abhängigkeit, das Unbewusste und der Tod. Spinnen, Zellen und Phalli treten als wiederkehrende Motive in ihrem Werk auf. Bourgeois lebte und arbeitete seit 1938 in New York City.

## Leben
Aufgewachsen ist Louise Bourgeois in Choisy-le Roi bei Paris, wo ihre Familie eine Galerie für historische Textilien betrieb. Die Familie unterhielt dort auch eine Werkstatt zum Restaurieren von alten Stoffen. Schon als Kind fertigte Bourgeois in der elterlichen Werkstatt Zeichnungen zur Ergänzung fehlender Teile an. In Paris erwarb sie in den Jahren 1936 bis 1938, unter anderem an der École des beaux-arts, die für ihre Arbeit als Bildhauerin notwendigen Grundkenntnisse und Fertigkeiten. Da sie ein Mädchen war, schenkte man ihr in ihrer Kindheit sehr wenig Beachtung, was sie später wie folgt kommentierte:

„Wenn ein Junge geboren wird, dann ist die Familie glücklich. Wenn ein Mädchen geboren wird, dann findet man sich damit ab, man toleriert die Tatsache.“

Zu ihrem Vater Louis hatte Louise ein zutiefst ambivalentes Verhältnis. Er betrog ihre Mutter Joséphine Bourgeois zehn Jahre im eigenen Haus mit dem britischen Au-pair-Mädchen Sadie Gordon Richmond, das Louise die englische Sprache beibrachte. Auf Louise nahm der Vater ebenfalls sehr wenig Rücksicht, machte sich über sie lustig und stellte sie am Esstisch bloß. Um sich abzulenken, begann sie daher aus Brot ihre ersten Skulpturen zu formen, die ihren Vater darstellten, die sie dann am Esstisch heimlich zerstörte. Dies drückte sie in einem Interview folgendermaßen aus:

„Mein Vater redete pausenlos. Ich hatte nie Gelegenheit, etwas zu sagen. Da habe ich angefangen, aus Brot kleine Sachen zu formen. Wenn jemand immer redet und es sehr weh tut, was die Person sagt, dann kann man sich so ablenken. Man konzentriert sich darauf, etwas mit seinen Fingern zu machen. Diese Figuren waren meine ersten Skulpturen, und sie repräsentieren eine Flucht vor etwas, was ich nicht hören wollte. […] Es war eine Flucht vor meinem Vater. Ich habe zahlreiche Arbeiten zu dem Thema 'The Destruction of the Father' gemacht. Ich vergebe nicht und ich vergesse nicht. Das ist das Motto, das meine Arbeit nährt.“

"To help herself through these charades Louise would make little bread sculptures, effigies or her father that she would dismember to assuage her repressed anger –  bread for the hunger no one sees. She began keeping a diary at this time, a practice that she would continue over her lifetime."
Ihre Schule beschrieb sie als einen Ort der Zuflucht, an dem sie sehr glücklich war und der sie von ihrem Zuhause isolierte. In gleicher Weise bot ihre Mutter ihr einen Ort der Zuflucht vor ihrem Vater. Daher beschrieb Bourgeois ihre Mutter als die beste Freundin ihrer Kindheit. In ihren Kunstwerken wird sie oft durch eine Spinne symbolisiert, da sie Weberin war. Ekel empfindet Bourgeois bei diesem Vergleich jedoch nicht, sondern sie sieht die Spinne als wohlgesinnte Behüterin. Als ihre Mutter im Sterben lag, kümmerte sich Louise Bourgeois um sie. Nach deren Tod, 1932, unternahm Bourgeois einen Suizidversuch.
Etwa zur selben Zeit hatte Louise Bourgeois ein Mathematikstudium an der Pariser Sorbonne aufgenommen. Bereits einige Jahre später wechselte sie jedoch zur Kunst und Kunstgeschichte. Sie besuchte öffentliche und private Kunsthochschulen in Paris: die École des beaux-arts, die Académie de la grande chaumière, die École du Louvre sowie das Atelier von Fernand Léger, der sie ermutigt haben soll, bildhauerisch zu arbeiten.
Die Erinnerungen und traumatischen Erfahrungen ihrer Kindheit und Jugend beeinflussten ihr Leben und Werk und führten zu Kunstwerken wie den Rauminstallationen „The Destruction of the Father“ (deutsch: die Vernichtung des Vaters) und „The Reticent Child“ (deutsch: Das verschlossene Kind). Ihre Kunst stellt somit eine Aufarbeitung ihrer Kindheit dar, was sie selbst als Privileg zu sublimieren bezeichnet. Im Jahr 1938 ging sie nach New York, gemeinsam mit ihrem Mann Robert Goldwater, der dort einen Lehrauftrag als Kunsthistoriker annahm, während sie ihr Kunststudium an der Art Students League fortsetzte. 1939 kehrten beide für kurze Zeit nach Paris zurück, um 1940 ihren ersten Sohn, Michel, zu adoptieren. 1940 gebar sie selbst den Sohn Jean-Louis und 1941 den Sohn Alain.
Ihre Wohnung, genauer ihr Bibliothekszimmer, im New Yorker Stadtteil Chelsea wurde 1996 für viele Jahre zum allsonntäglichen Salon für angemeldete Künstler aller Sparten aus aller Welt, die Kostproben ihres Schaffens geben wollten. Louise Bourgeois starb im Alter von 98 Jahren in Chelsea.
Bourgeois’ Werk ist tief in der Psychoanalyse verwurzelt. Sie unterzog sich über drei Jahrzehnte lang einer Analyse und dokumentierte diese akribisch. Ein Teil ihrer persönlichen Schriften wurden erstmals in der Ausstellung "The Return of the Repressed" im Freud Museum London im Jahr 2012 öffentlich gezeigt und verdeutlichten die Verbindung zwischen ihrem inneren Erleben und ihrem Werk.

## Werk

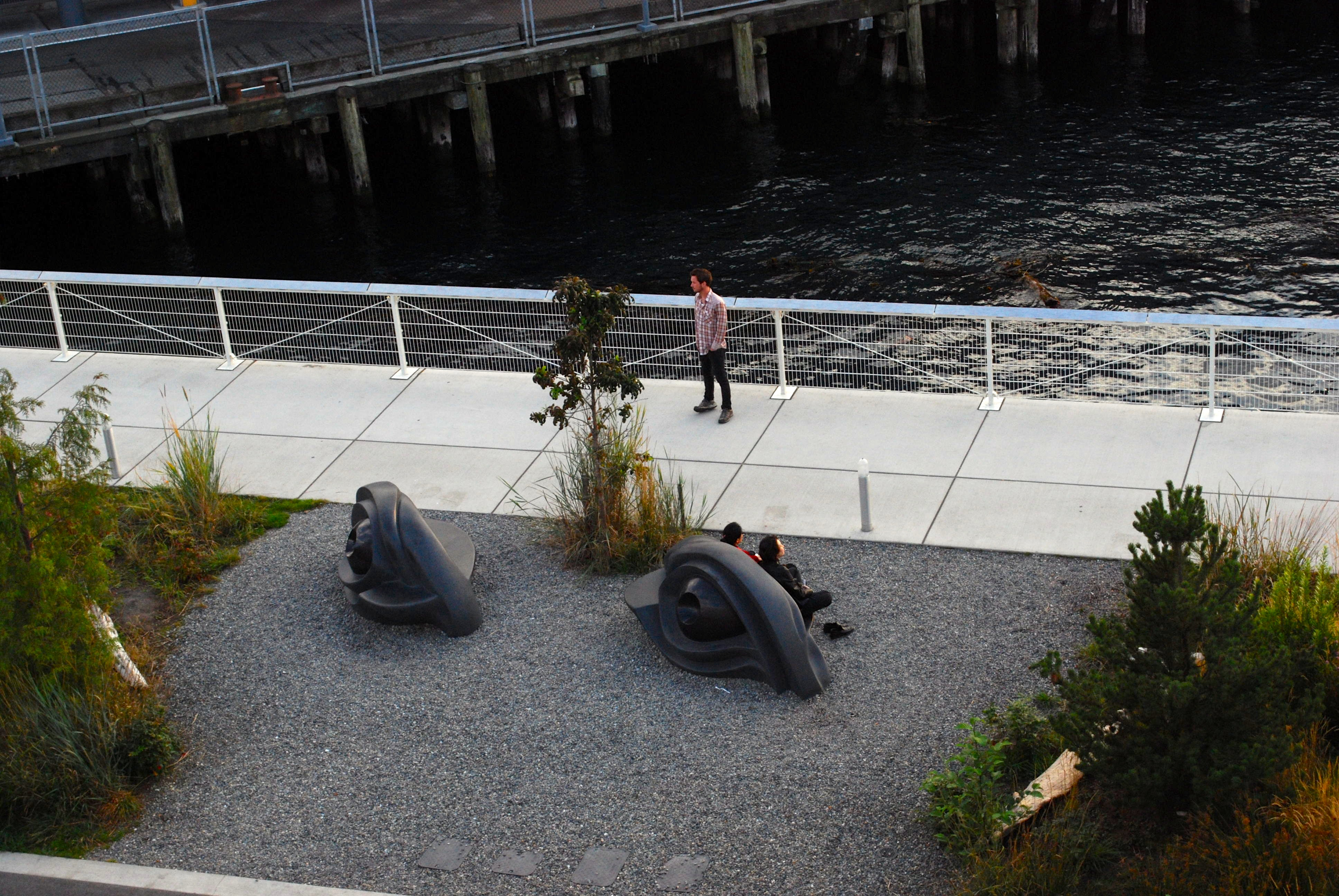
Eye benches, Olympic Sculpture Park

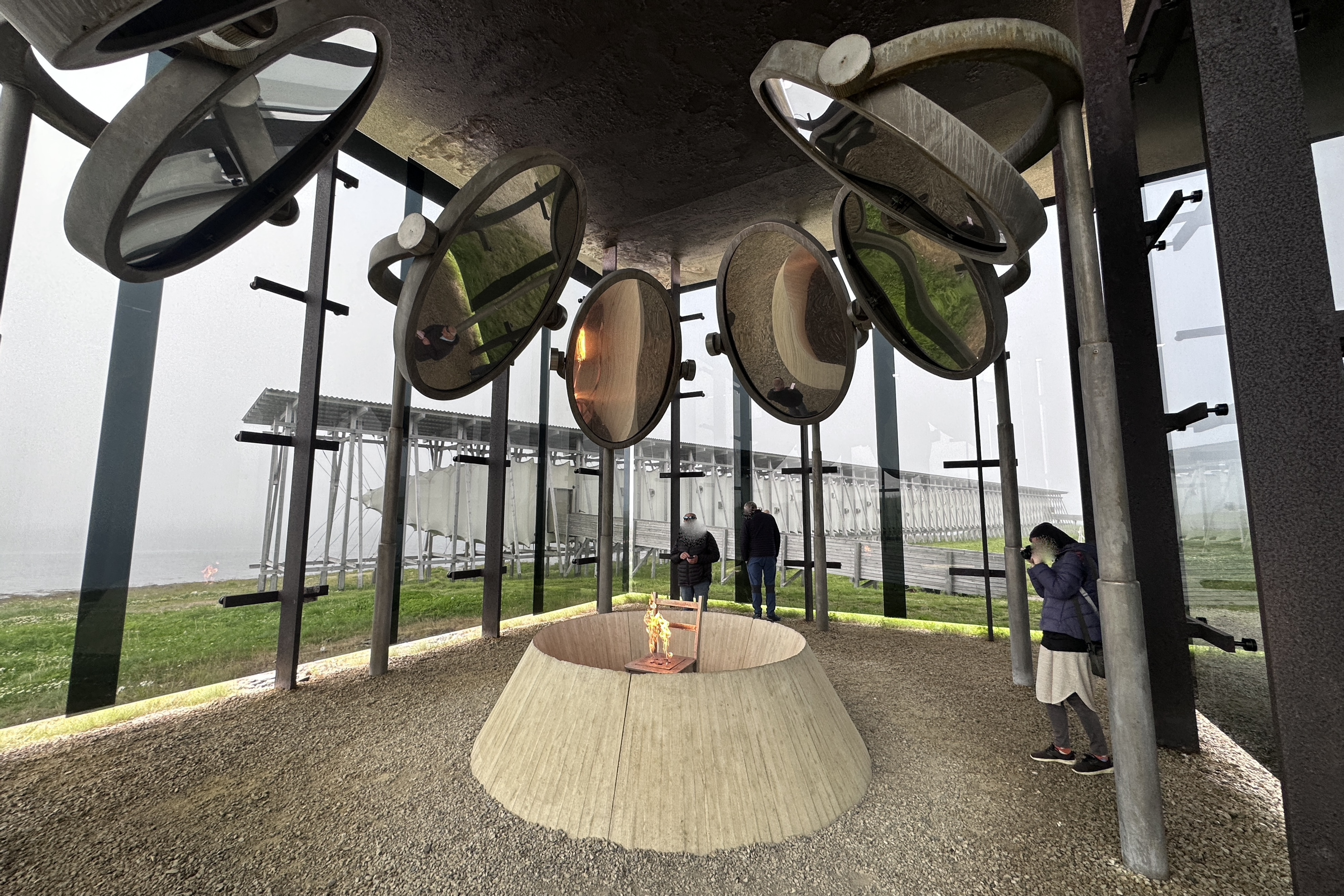
Feuerspiegel, Hexenmahnmal, Vardø

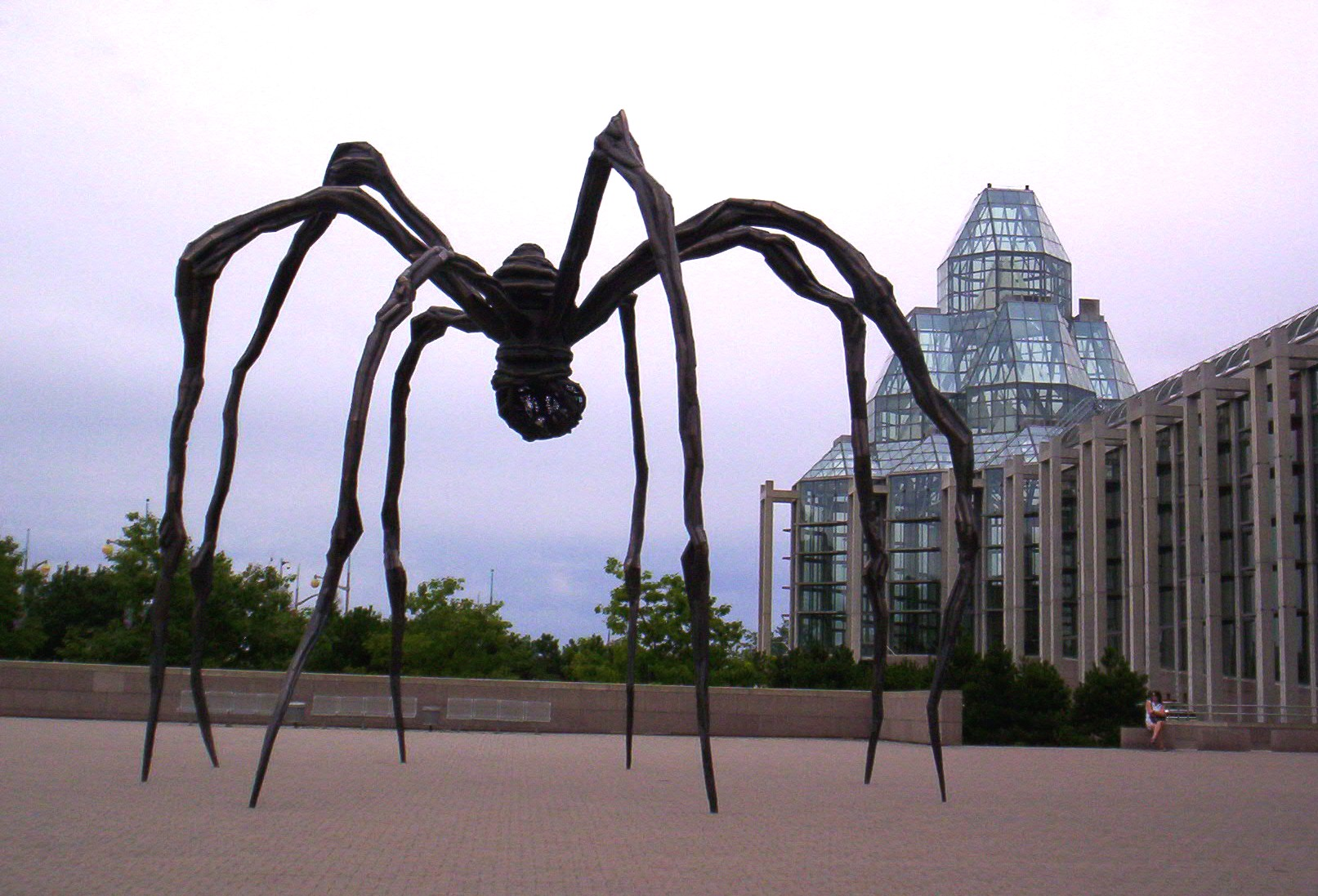
Maman vor der National Gallery of Canada

Louise Bourgeois hat sich im Laufe ihres künstlerischen Schaffens mit den unterschiedlichsten Materialien und Techniken auseinandergesetzt. Dabei nimmt sie in einigen Bereichen eine Pionierrolle ein: So ist sie eine der ersten Künstlerinnen, die installativ arbeitete, indem sie ihre Skulpturen als zusammenhängende Teile in einem räumlichen Kontext arrangierte. Ihre Experimentierfreudigkeit führt sie immer wieder zu neuen Verarbeitungsmöglichkeiten und Materialkombinationen. Beispielsweise dienen bei einigen der seit Mitte der 1990er Jahre entstandenen Stofffiguren die verarbeiteten Kleidungsstücke aus Kindheit und Jugend als Füllung sowie als Umhüllung – sie sind Material und Thema, Inhalt und Form. Ein Spätwerk ist die Umgestaltung des ehemaligen Rekollektenklosters Le Couvent d’Ô in Bonnieux, Frankreich, zu einem kleinen Museum, der Église Louise Bourgeois, in das sie eigene Arbeiten integriert hat. Ergänzend und in nächster Nähe zu Peter Zumthors Hexenmahnmal in Vardø, Norwegen, entwarf die Künstlerin einen Pavillon – ein die Themen Aggression und Endgültigkeit der Verbrennung behandelndes Mahnmal, und eine Hommage an die 91 dokumentierten Opfer.
In den 1940er Jahren arbeitete Bourgeois mit Farbe auf Papier. In diesen Werken treten bereits Elemente auf, die später in größerem Maßstab ihr Werk bestimmten. Darunter war bereits die Spinne. Dieses Tier ist bei Bourgeois immer positiv besetzt und steht für ihre Mutter, die mit Fäden an den Wandteppichen arbeitete und für das Kind beschützend wirkte. Die Spinne (Mutter) wurde zum Freund, mit vielfältigen Fähigkeiten und unverzichtbar.
In den 1980er Jahren entstanden zunächst Statuen, dann Installationen, die bereits auf die nächste Phase ihres Werkes verwiesen. Ab 1991 nannte sie ihre Installationen Cells (Zellen). Sie schuf umschlossene Räume in den Dimensionen kleiner Zimmer. Diese bestanden teils aus eigens angefertigten Elementen, teils verwendete sie aber auch Dinge aus ihrer Umgebung, etwa Wandschirme oder Türen eines abgerissenen New Yorker Justizgebäudes. In diesen Räumen platzierte sie Gegenstände und Objekte mit autobiographischer Bedeutung. Später ließ sie Käfige aus Drahtgitter anfertigen, in denen sie ihre Installationen aufbaute. Bis kurz vor ihrem Tod schuf Bourgeois 60 Cells, darunter Cell (The Last Climb) 2008, zwei Jahre vor ihrem Tod.
Ihre Kunst wird als feministisch eingeordnet, immer wiederkehrende Themen sind Patriarchat, Sexualität und Weiblichkeit.
Zu den immer wieder vorkommenden Objekten in den Cells gehören Holzkugeln, die für sie Personen symbolisieren, Spinnen aus Draht und Metall, die wieder für ihre Mutter stehen, und amorphe, an Fäden hängende Gebilde verschiedener Materialien und Farben, mit denen Bourgeois sich selbst als Teil des Werkes darstellte. Am Anfang und am Ende der Cells stehen Treppen, eine hölzerne in No Exit von 1988, die sie später wie ein anderes Werk vor 1991 als die ersten Cells ansah, und The Last Climb (2008) mit einer Wendeltreppe aus ihrem eigenen Ateliergebäude.
In der zweiten Hälfte der 1990er Jahre schuf Bourgeois ihre Mamans, gigantische Spinnenfiguren.

## Ausstellungen
Der internationale Kunstbetrieb wurde erst spät auf Louise Bourgeois aufmerksam, wobei ihre Werke zunächst ausschließlich in den Vereinigten Staaten Beachtung fanden, insbesondere in New York. Dort wurden in Einzelausstellungen erstmals ihre Zeichnungen (1945) und die in der Zeit von 1941 bis 1953 geschaffenen Skulpturen (1979) der Öffentlichkeit gezeigt. 1980 folgte die Ausstellung ihrer Skulpturen aus den Jahren 1955 bis 1970. Nachdem das New Yorker Museum of Modern Art Louise Bourgeois 1982 eine Retrospektive gewidmet hatte, folgten weitere US-amerikanische Museen. Ab 1989 waren ihre Werke auch in verschiedenen europäischen Ländern zu sehen. Die Städtische Galerie im Lenbachhaus München zeigte 1990 eine Wanderausstellung, die gemeinsam mit dem Frankfurter Kunstverein produziert wurde.
Die Japan Art Association würdigte Louise Bourgeois’ Lebensleistung 1999 mit der Verleihung des Praemium Imperiale, des bedeutendsten Preises für Zeitgenössische Kunst. Beim Kunstkompass 2005 belegte sie den fünften Platz, 2009 war sie mit dem dreizehnten Platz die erfolgreichste Frau im Ranking.
Internationales Interesse erweckte Louise Bourgeois mit der Teilnahme an der documenta IX in Kassel (1992) und der Biennale in Venedig (1993). 1994 zeigte die Kestnergesellschaft in Hannover das Werk der amerikanischen Bildhauerin. Im Jahr 1996 widmeten die Deichtorhallen in Hamburg ihrem Werk eine große Retrospektive. Im Frühjahr 1999 fand die Ausstellung Spinnen, Einzelgänger, Paare in der Kunsthalle Bielefeld statt. Gezeigt wurden ihre Werke unter anderem auch auf der Melbourne International Biennial 1999, auf der Documenta 11 (2002), sowie in Ausstellungen in Berlin (Akademie der Künste, 2003), Dublin (Irish Museum of Modern Art, 2003/04), Augsburg (Neue Galerie im Höhmannhaus, 2005), Kunsthalle Bielefeld (2006), Kunsthalle Wien (2006), und Philadelphia Museum of Art.
Die Tate Modern widmete 2007 in London der Künstlerin zeitgleich mit ihrem 95. Geburtstag eine umfangreiche Retrospektive. Vom 5. März bis zum 2. Juni 2008 stellte das Centre Georges Pompidou in Paris einige ihrer Werke aus. Weitere Ausstellungen: Solomon R. Guggenheim Museum (New York) und Museum of Contemporary Art (Los Angeles). Louise Bourgeois begleitete noch die letzte zu ihren Lebzeiten in Deutschland eröffnete Ausstellung in der Sammlung Scharf-Gerstenberg (Nationalgalerie) in Berlin, „Double Sexus. Bellmer – Bourgeois“ (24. April bis 25. August 2010). Vom 3. September 2011 bis 8. Januar 2012 fand anlässlich ihres 100. Geburtstags die Ausstellung À L’Infini in der Fondation Beyeler, Riehen statt. – Bis zum 17. Juni 2012 war eine Ausstellung in der Kunsthalle Hamburg zu sehen.
Das Münchner Haus der Kunst stellte eine Wanderausstellung von 32 ihrer insgesamt 60 Cells zusammen, die von Februar bis August 2015 in München zu sehen war und die Stadt dann in Richtung auf das Garage Museum of Contemporary Art in Moskau, das Guggenheim-Museum Bilbao (vom 18. März 2016 bis 4. September 2016) und das Louisiana Museum of Modern Art in Dänemark verließ.
Mit The Woven Child zeigte der Berliner Martin-Gropius-Bau im Jahr 2022 die erste große Ausstellung, die sich ausschließlich mit dem textilen Werk von Louise Bourgeois beschäftigte. Zum 300. Jubiläum des Belvedere Museums in Wien werden die Arbeiten von Louise Bourgeois in einer Einzelausstellung 2023 gewürdigt.

### Maman
Ihre 9 Meter hohen Spinnen-Bronzefiguren, die „Maman“, sind in den folgenden öffentlichen Sammlungen zu finden: Mori Art Museum, Roppongi, Tokio, Japan; Leeum, Samsung Museum of Modern Art, Seoul, Südkorea; Eremitage, Sankt Petersburg, Russland; Jardin des Tuileries, Paris, Frankreich; Tate Modern, London, Großbritannien; Guggenheim Museum, Bilbao, Spanien; Institute of Contemporary Art, Boston, USA; National Gallery of Canada, Ottawa, Canada; Hirshhorn Museum and Sculpture Garden, Washington, D.C., USA; Museo Nacional de Bellas Artes, Palacio del Centro Asturiano, Havanna, Kuba; John and Mary Pappajohn Sculpture Park, Des Moines, USA; Kemper Museum of Contemporary Art, Kansas City, Missouri, USA.
Eine der Spinnen reiste ab Mai 2011 im Vorfeld der Ausstellung zum 100. Geburtstag der Künstlerin in der Fondation Beyeler durch die Schweiz. Bis zum 7. Juni war sie auf dem Bundesplatz in Bern zu sehen, anschließend zog sie weiter nach Zürich, wo sie auf dem Bürkliplatz stand, und danach am Place Neuve in Genf. Vom 3. September 2011 bis 8. Januar 2012 stand sie in der Fondation Beyeler in Basel.

Demontage der Maman am Bürkliplatz in Zürich
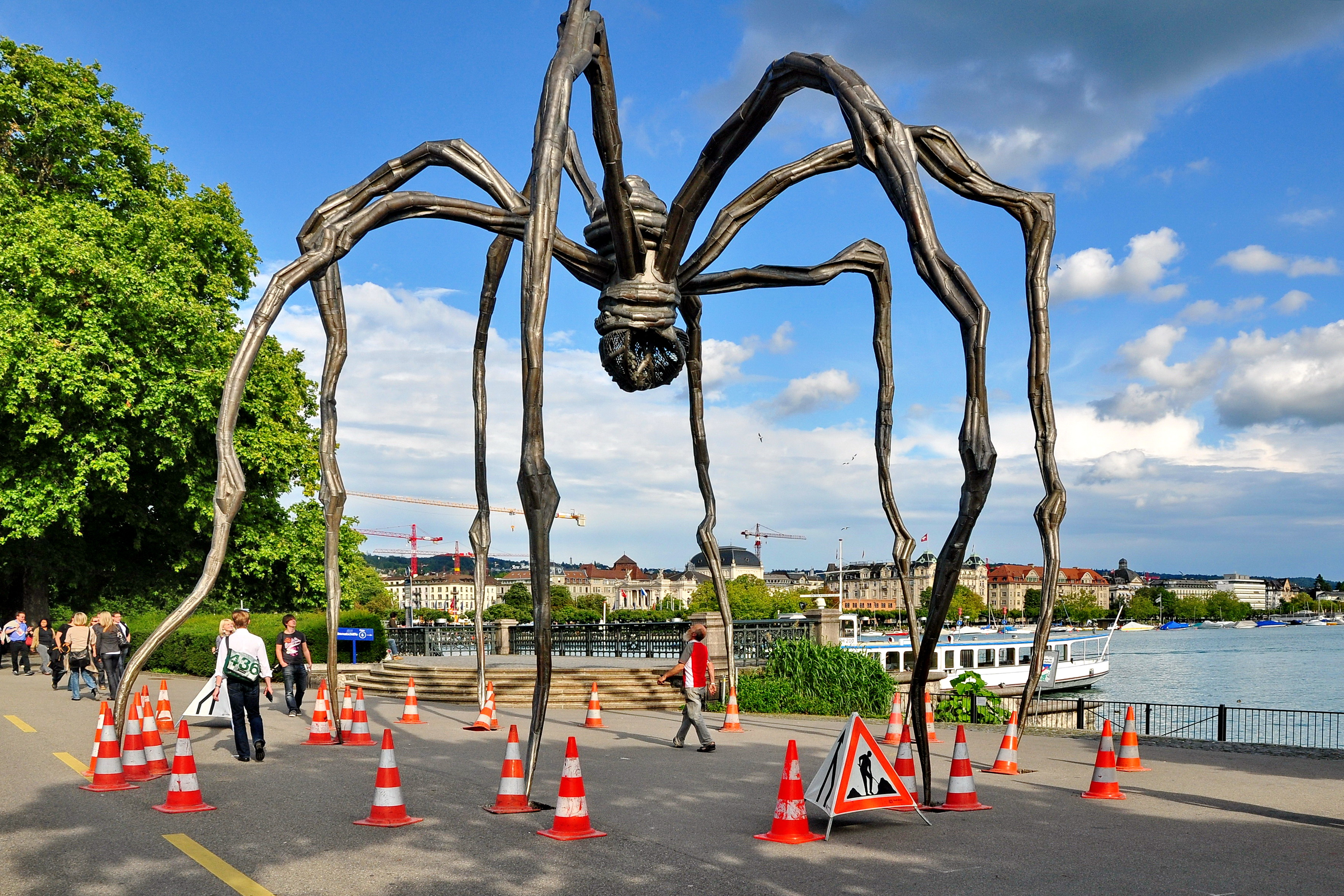
Verkehrskegel markieren den bevorstehenden Abbau.
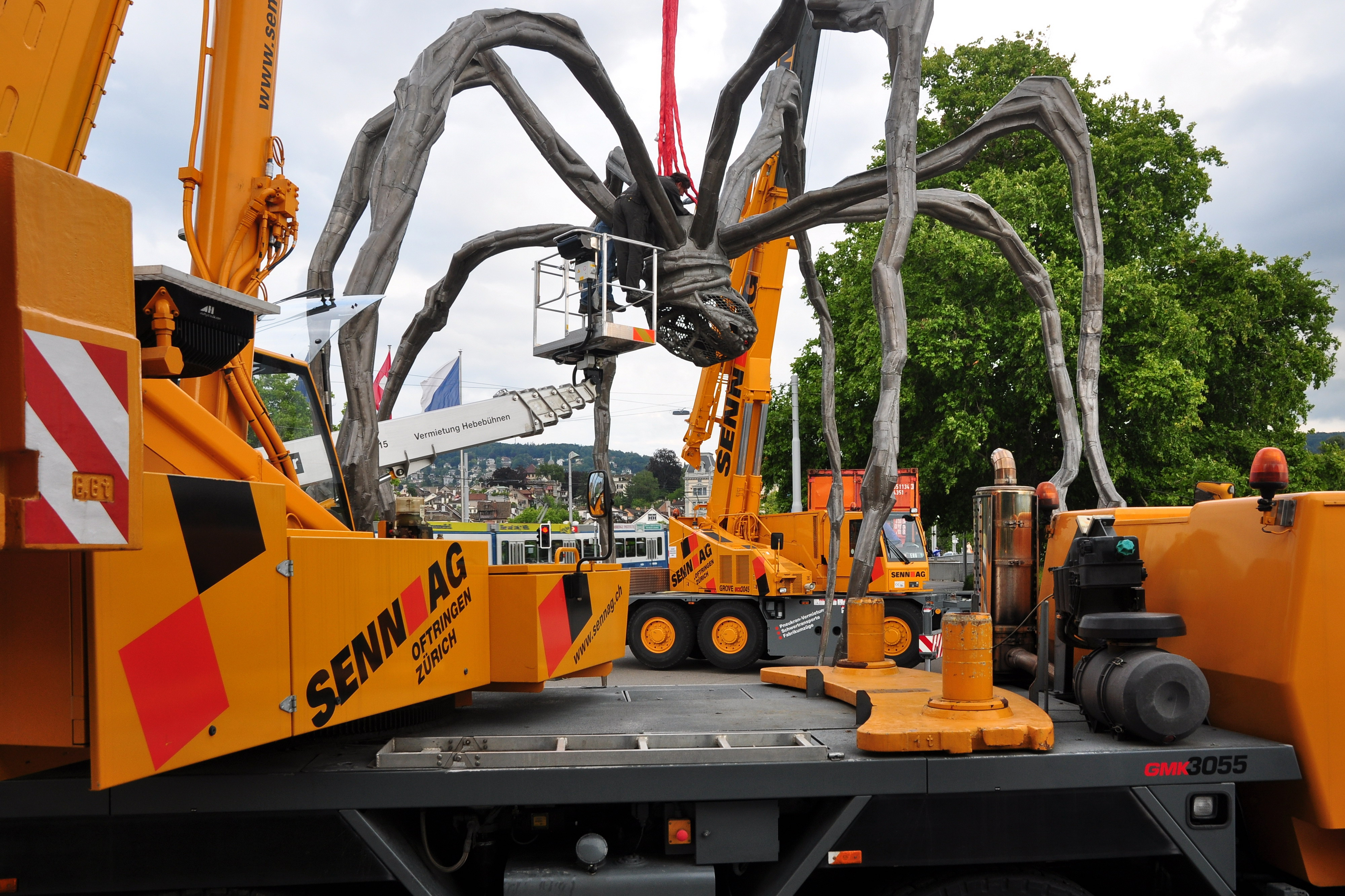
Pneukrane kommen bei der Demontage zum Einsatz.
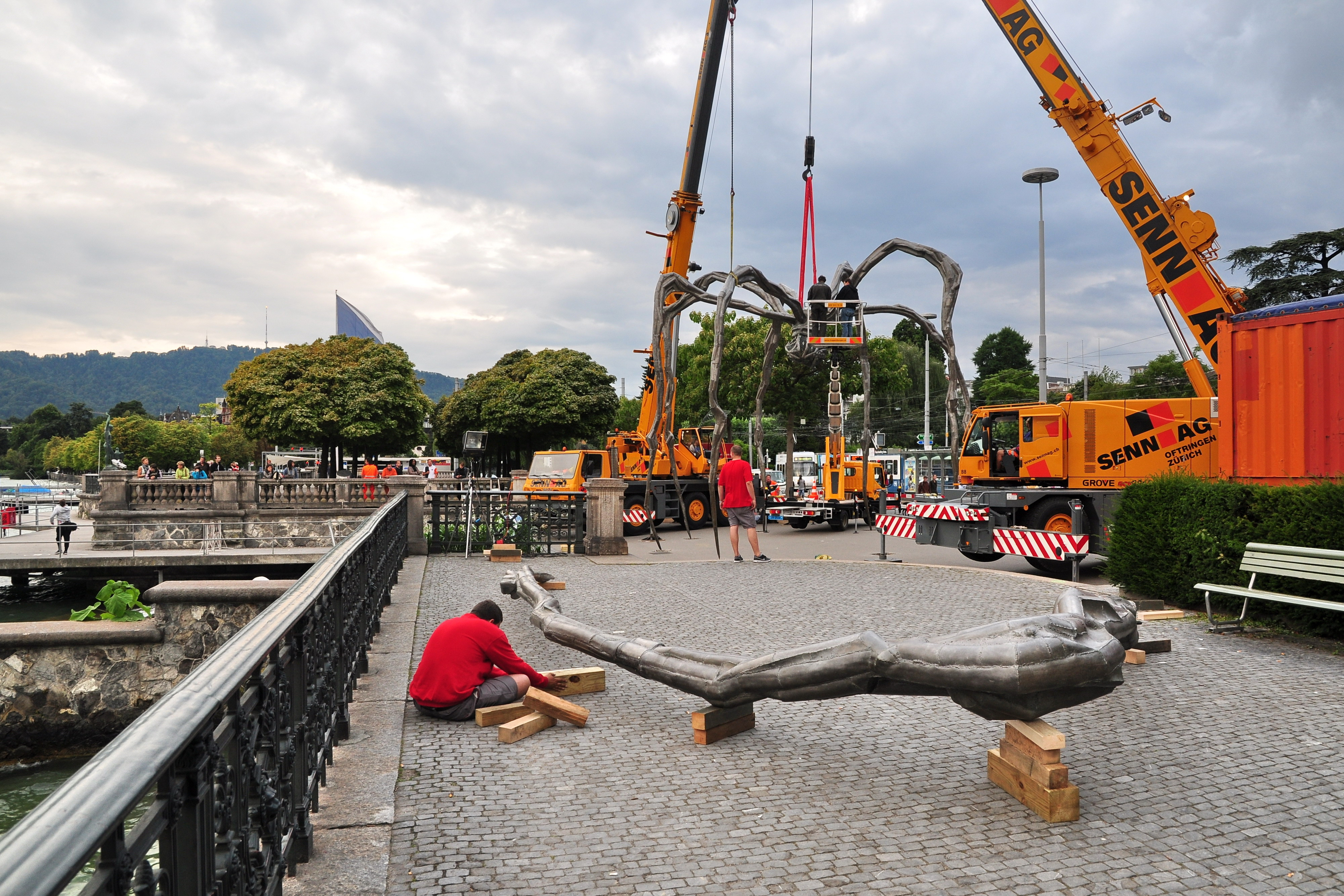
Ein erstes Bein liegt auf dem Bürkliplatz und wird mit Holzstücken geschifftet.
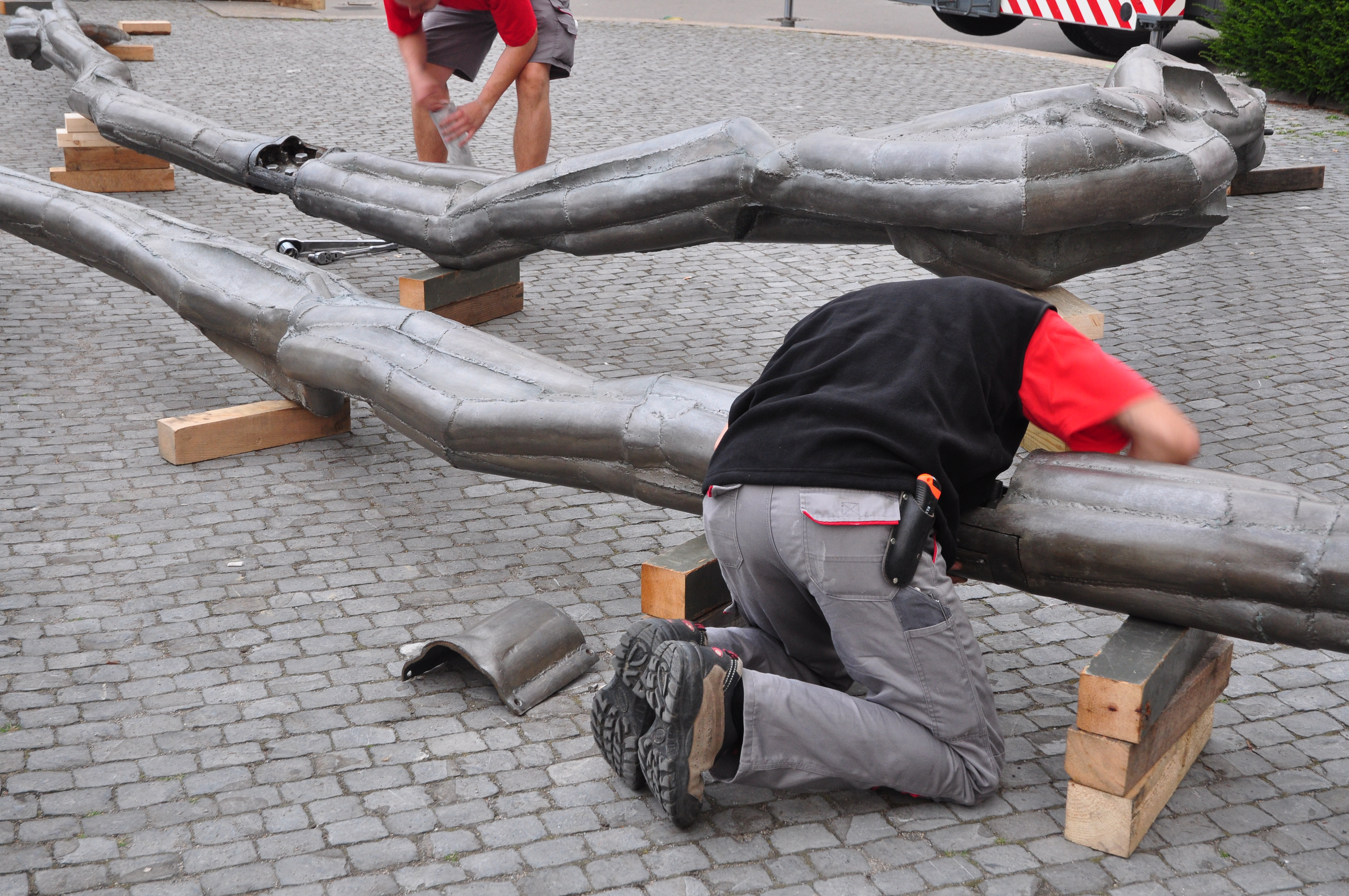
Arbeiter entfernen die Abdeckungen
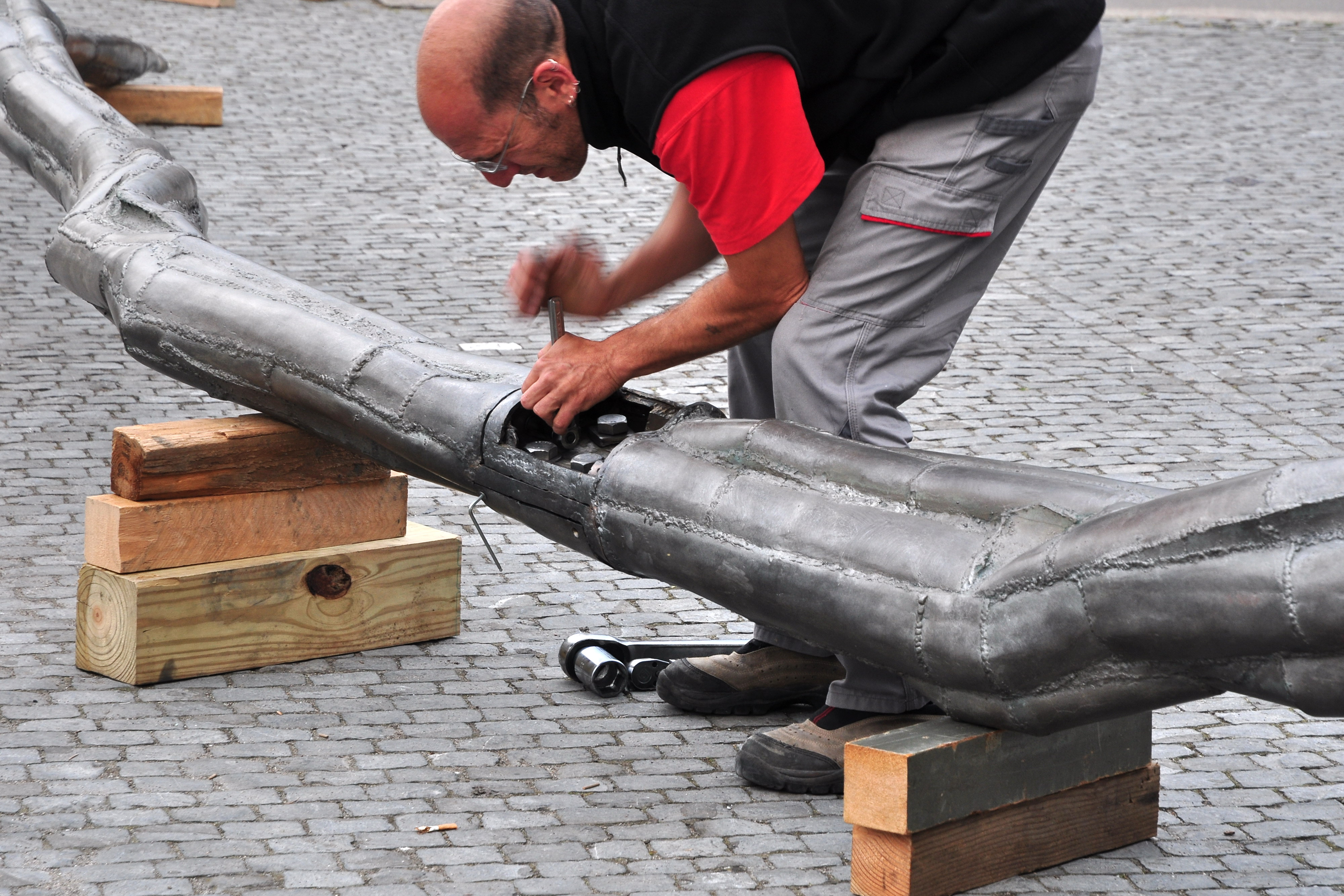
… und lösen die Verschraubungen.
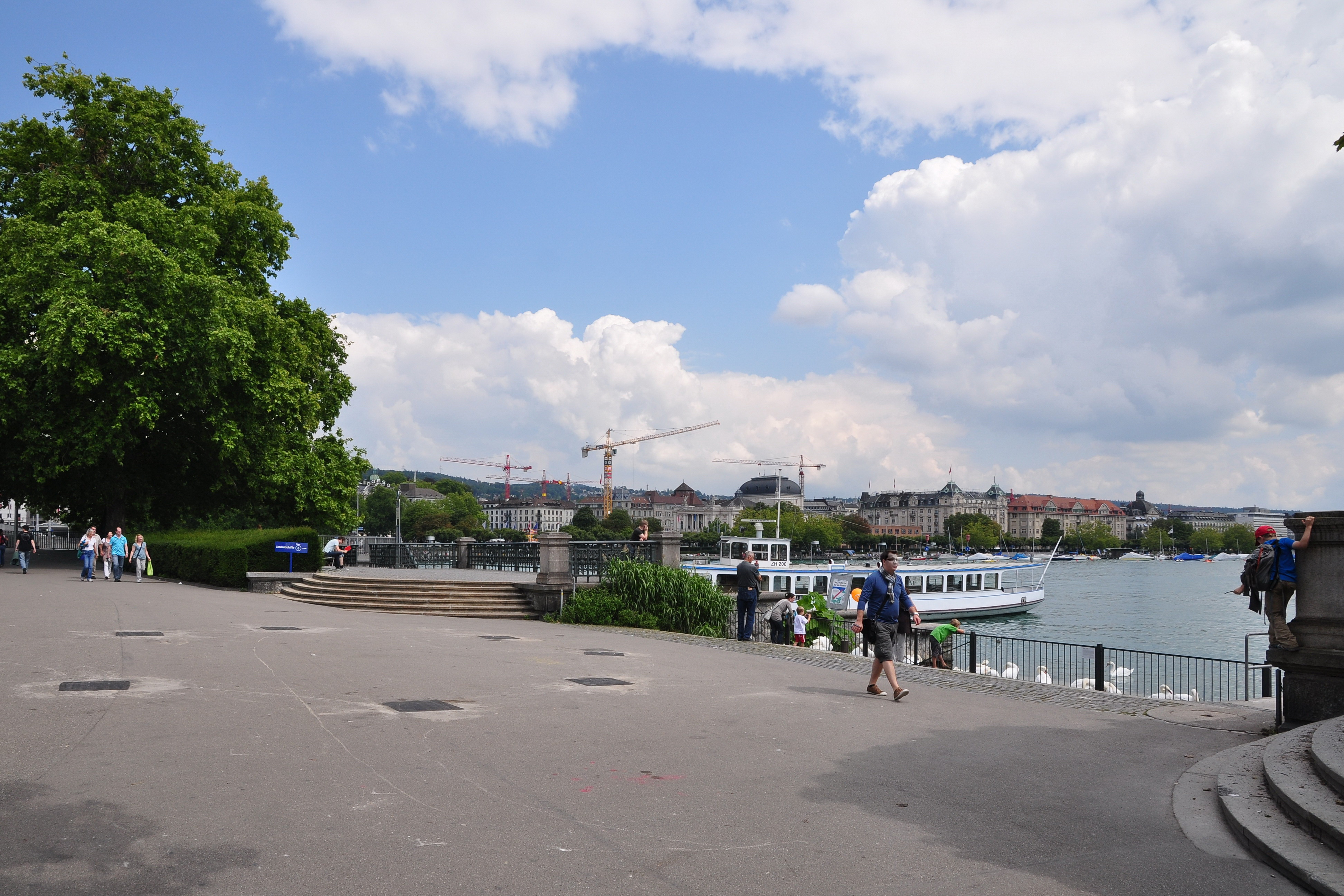
Die Löcher im Boden, wo die acht Beine standen, sind wieder mit Asphalt aufgefüllt. Weg ist die Maman. Tschüss!

## Auszeichnungen
- 1977: Ehrendoktorwürde der Yale University
- 1981: Aufnahme in die American Academy of Arts and Sciences
- 1983: Aufnahme in die American Academy of Arts and Letters[29]
- 1994: Wahl zum Mitglied (NA) der National Academy of Design[30]
- 1999: Praemium Imperiale für ihr Lebenswerk
- 2005: Österreichisches Ehrenzeichen für Wissenschaft und Kunst
- 2008: Ehrenlegion

## Würdigungen

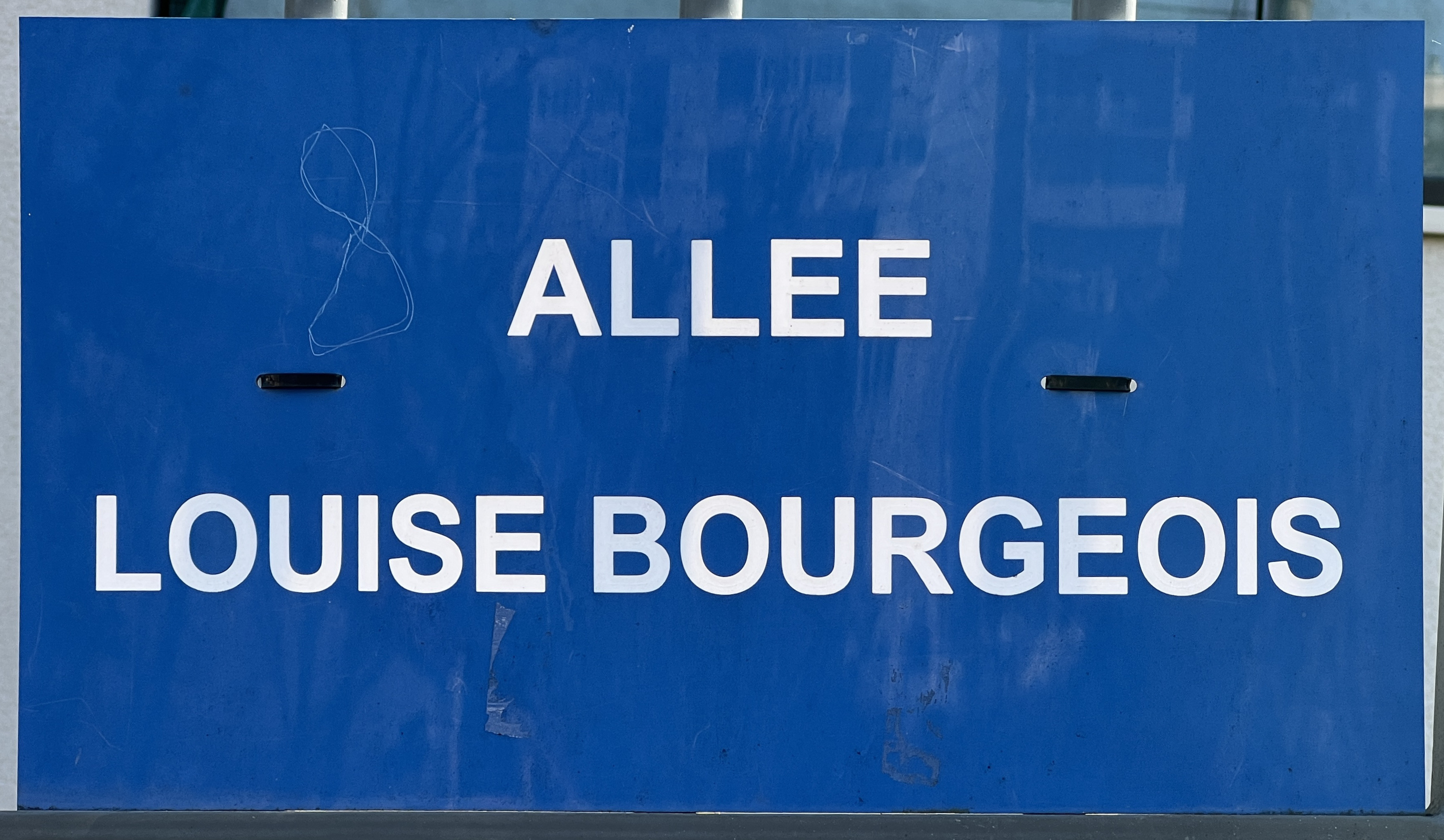
Villejuif
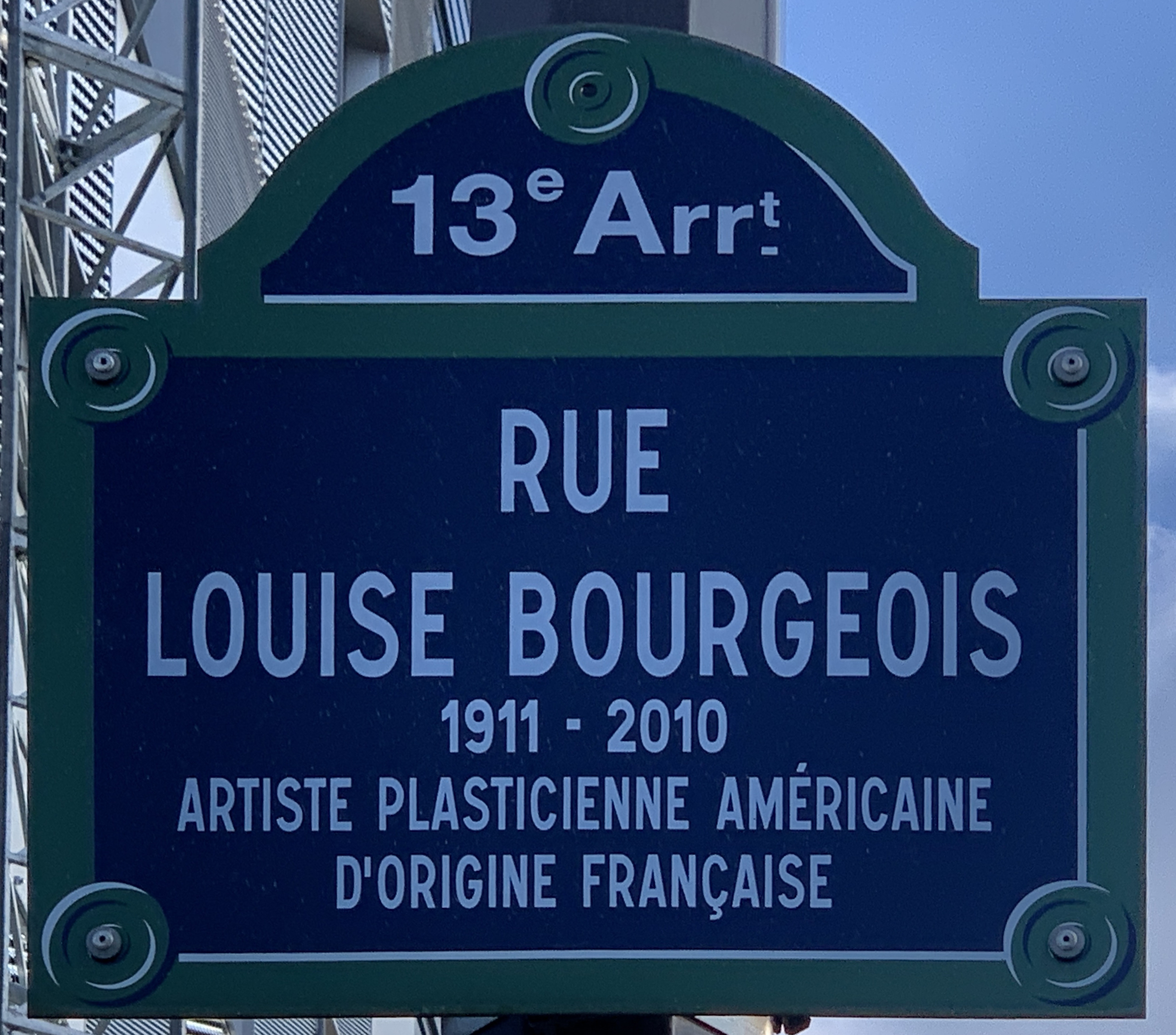
13. Arrondissement, Paris
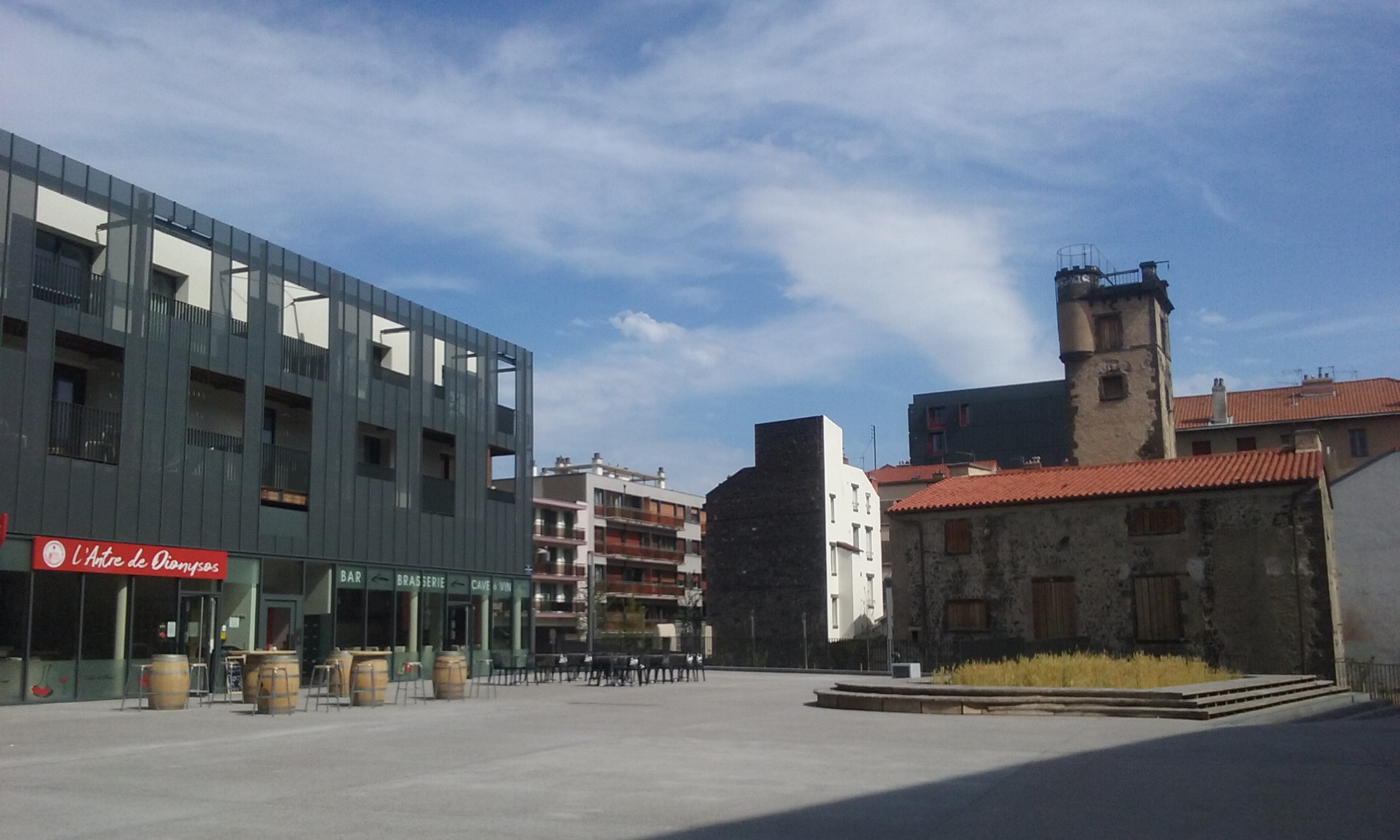
Place Louise Bourgeois, Ferrand (St. Lucia), Clermont-Ferrand
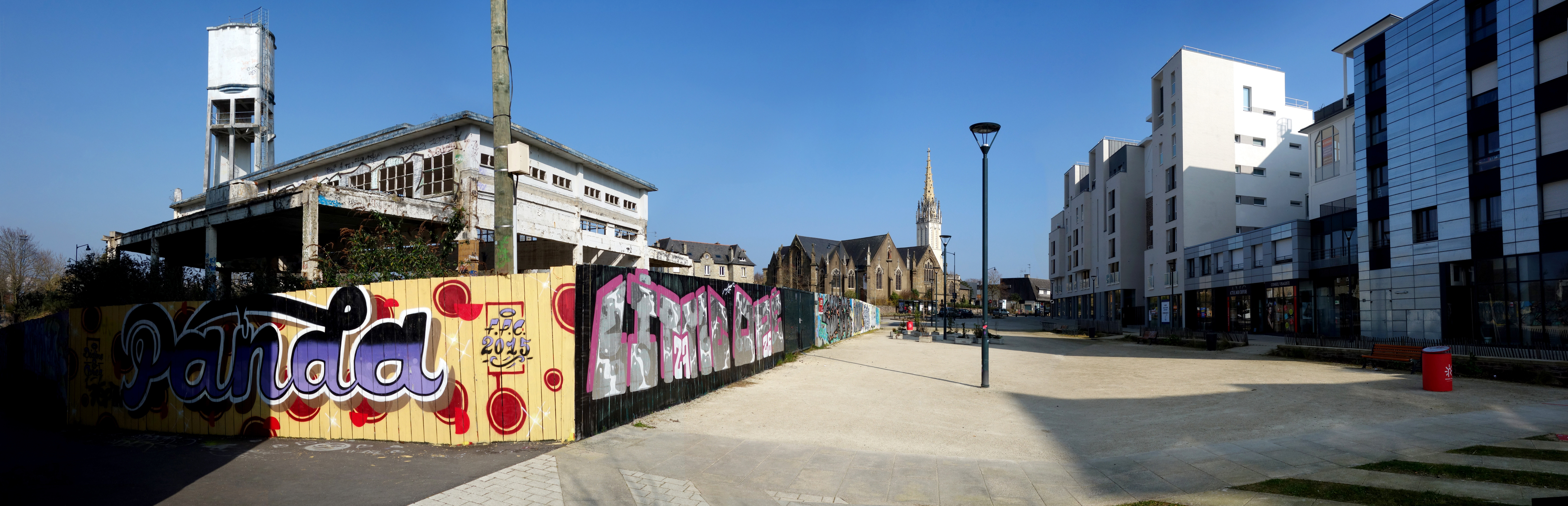
Fußgängerzone Louise Bourgeois, Rennes
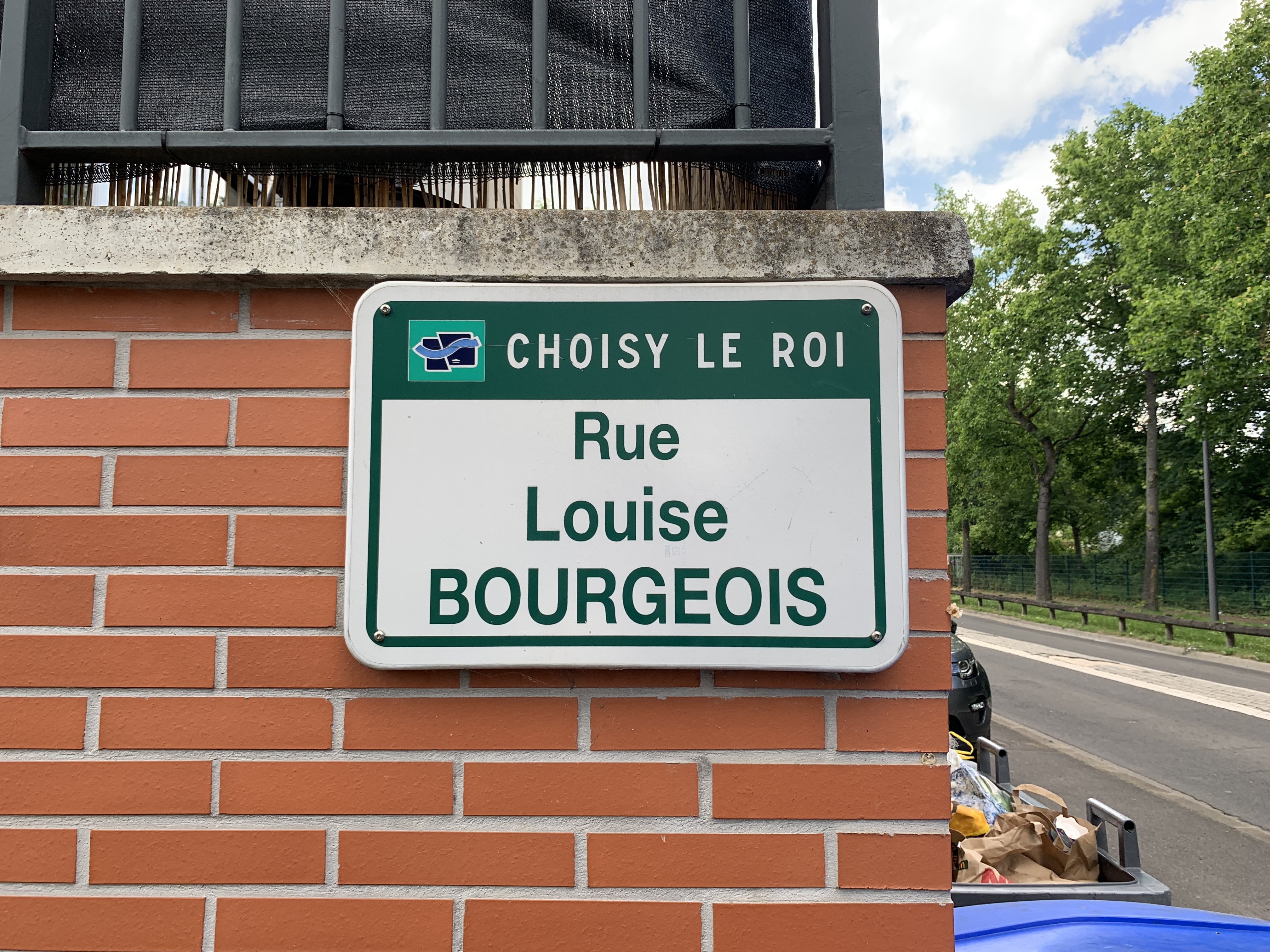
Choisy-le-Roi
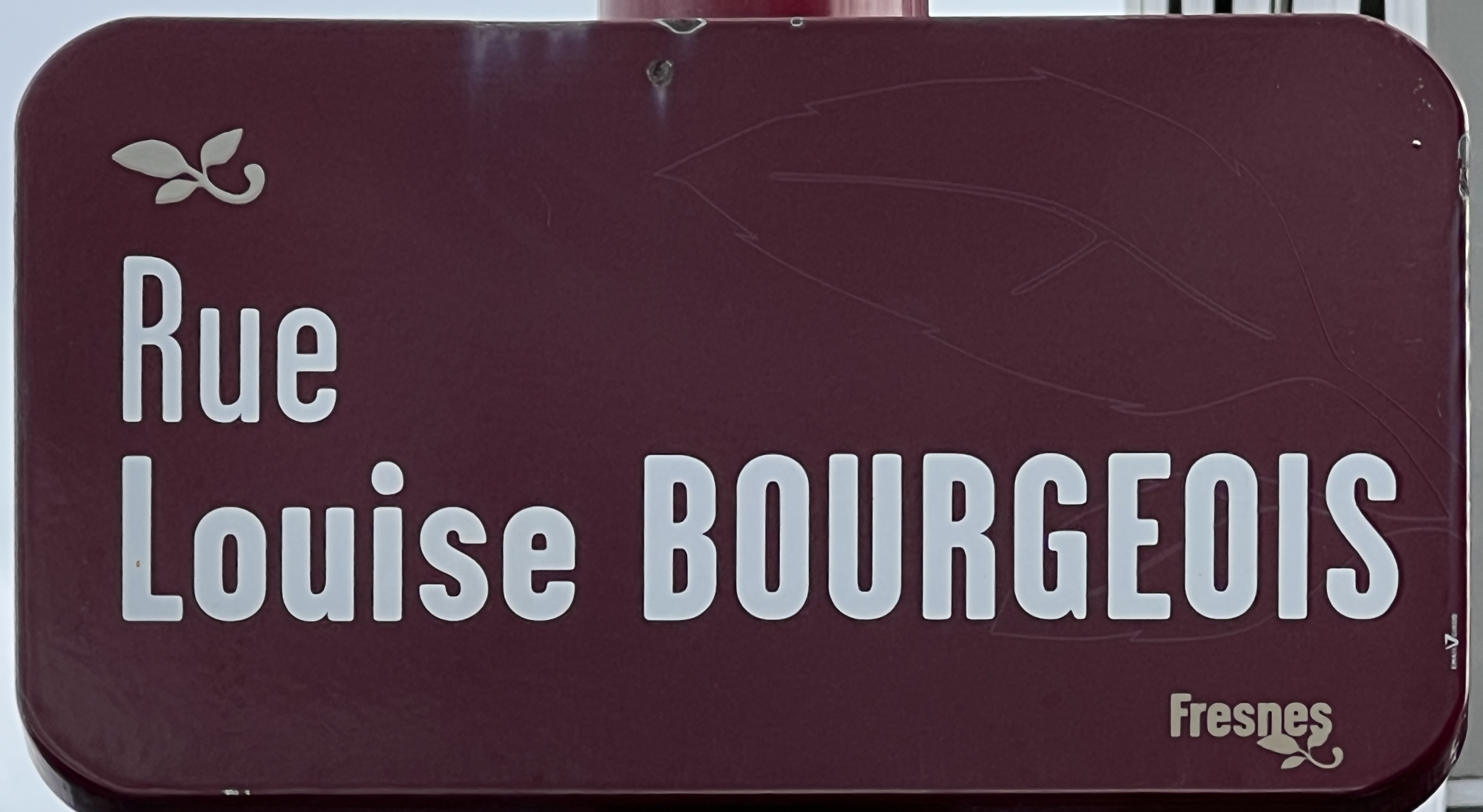
Fresnes